# Trigonoptera tessellata
Trigonoptera tessellata är en skalbaggsart som först beskrevs av Francis Polkinghorne Pascoe 1867.  Trigonoptera tessellata ingår i släktet Trigonoptera och familjen långhorningar. Inga underarter finns listade i Catalogue of Life.